# Lariño (praia)

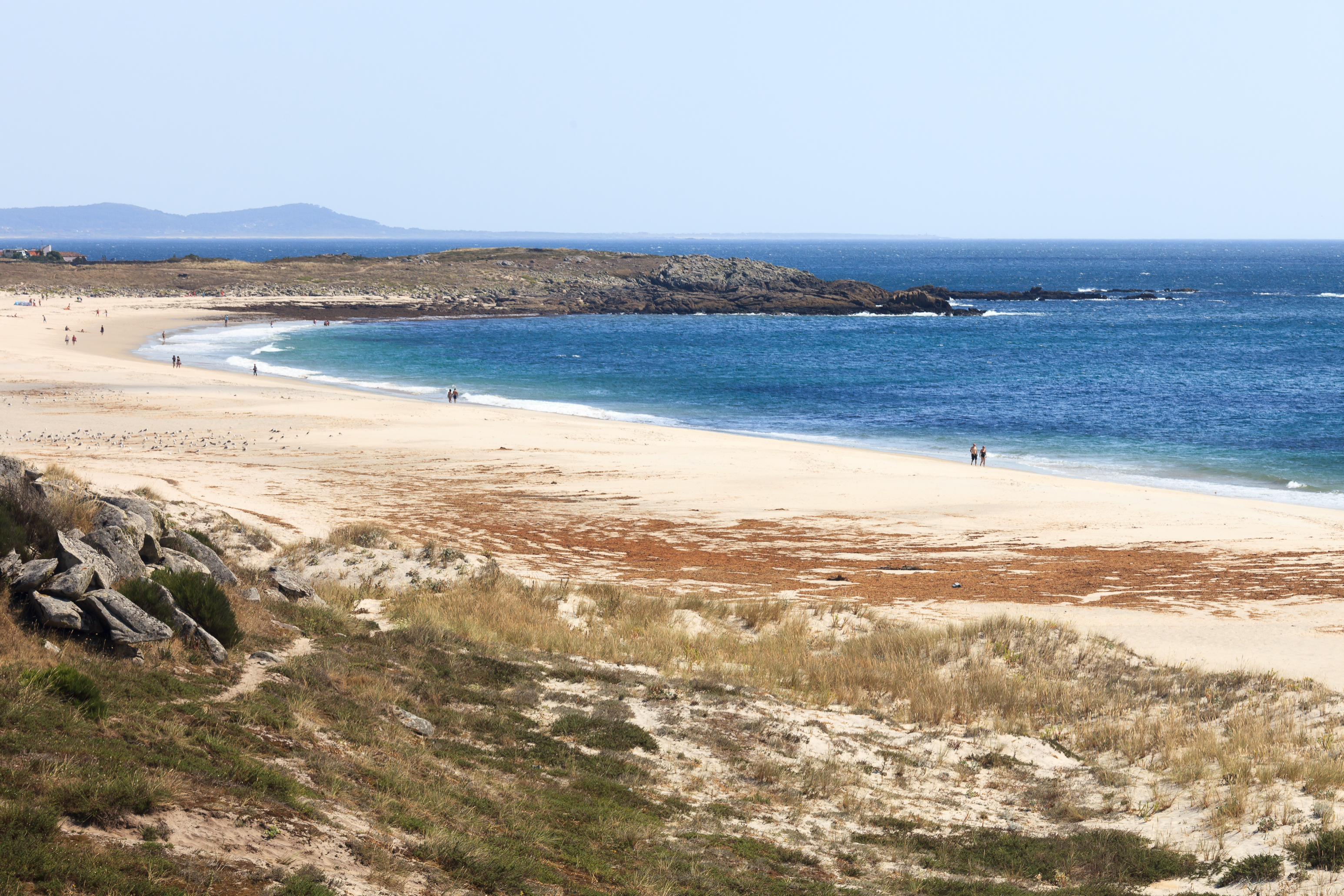
Praia de Lariño

Lariño é uma praia localizada na Galiza, mas precisamente, na freguesia de San Martiño.